# Lone Rock (Wisconsin)
Lone Rock – wieś w Stanach Zjednoczonych, w stanie Wisconsin, w hrabstwie Richland.